# John Savage
John Savage, pseudonimo di John Smeallie Youngs (Old Bethpage, 25 agosto 1949), è un attore statunitense.

## Biografia
Fratello dell'attore Jim Youngs, la madre, Muriel Smeallie, era casalinga, mentre il padre, Floyd-Jones Youngs, era un agente assicurativo ed ex marine assegnato a Guadalcanal durante la seconda guerra mondiale. Savage cominciò a farsi conoscere dal grande pubblico nel 1978, grazie alla partecipazione al film Il cacciatore, dove interpreta il ruolo di Steven. Successivamente interpretò altri film famosi, quali Hair (1979), nella parte di Claude Bukowski, La sottile linea rossa (1998) di Terrence Malick, Admissions (2004) di Melissa Painter e Bermuda Tentacles (2014) di Nick Lyon.
A partire dagli anni duemila le sue apparizioni cinematografiche si sono diradate, e Savage si è concentrato soprattutto nella televisione. Ha recitato in Dark Angel, dove interpreta l'antagonista di Jessica Alba per tutta la prima stagione, in Star Trek Voyager, dove è stato il capitano Ransom nell'episodio "Equinox", ed infine in Law & Order: Criminal Intent e Law & Order - Unità vittime speciali.

## Vita privata
Nel 1967, a 18 anni, ha sposato la prima moglie Susan da cui ha avuto due figli: Jennifer e Lachlan, entrambi attori. I due divorziarono dopo due anni di matrimonio. Dal 1993 è sposato con l'attrice Sandi Schultz.

## Filmografia parziale

### Cinema
- The Master Beater, regia di Charles Carmello (1969)
- Love Is a Carousel, regia di Roy P. Cheverton (1971)
- Cattive compagnie (Bad Company), regia di Robert Benton (1972)
- Origine di una perversione (The Killing Kind), regia di Curtis Harrington (1973)
- Il cacciatore (The Deer Hunter), regia di Michael Cimino (1978)
- Hair, regia di Milos Forman (1979)
- Il campo di cipolle (The Onion Field), regia di Harold Becker (1979)
- I ragazzi del Max's bar (Inside Moves), regia di Richard Donner (1980)
- Maria's Lovers, regia di Andrej Končalovskij (1984)
- Salvador, regia di Oliver Stone (1986)
- La bella e la bestia (Beauty and the Beast), regia di Eugene Marner (1987)
- Hotel Colonial, regia di Cinzia TH Torrini (1987)
- Caribe, regia di Michael Kennedy (1987)
- Fa' la cosa giusta (Do the Right Thing), regia di Spike Lee (1989)
- Il padrino - Parte III (The Godfather: Part III), regia di Francis Ford Coppola (1990)
- Le porte del silenzio, regia di Lucio Fulci (1991)
- Hunting, regia di Frank Howson (1991)
- Nome in codice: Alexa 2 (CIA II: Target Alexa), regia di Lorenzo Lamas (1993)
- 3 giorni per la verità (The Crossing Guard), regia di Sean Penn (1995)
- L'Albatross - Oltre la tempesta (White Squall), regia di Ridley Scott (1996)
- Accerchiati (Hostile Intent), regia di Jonathan Heap (1997)
- Last Cut - Ultimo taglio, regia di Marcello Avallone (1997)
- La sottile linea rossa (The Thin Red Line), regia di Terrence Malick (1998)
- Le parole che non ti ho detto (Message in a Bottle), regia di Luis Mandoki (1999)
- S.O.S. Summer of Sam - Panico a New York (Summer of Sam), regia di Spike Lee (1999)
- La casa di Cristina (Christina's House), regia di Gavin Wilding (2000)
- Rosy-Fingered Dawn - Un film su Terrence Malick, di registi vari – documentario (2002)
- Patto con il diavolo (Shortcut to Happiness), regia di Alec Baldwin (2003)
- Confessions of a Pit Fighter, regia di Art Camacho (2005)
- The New World - Il nuovo mondo, regia di Terrence Malick (2005)
- The Coverup, regia di Brian Jun (2008)
- Boiler Maker, regia di Paul T. Murray (2008)
- The Attic, regia di Mary Lambert (2008)
- I Knew It Was You, regia di Richard Shepard – documentario (2009)
- Vento di Sicilia (Sins Expiation), regia di Carlo Fusco (2012)
- Bullet, regia di Nick Lyon (2014)
- Teen Star Academy, regia di Cristian Scardigno (2016)
- In Dubious Battle - Il coraggio degli ultimi (In Dubious Battle), regia di James Franco (2016)
- Tre secondi per la vittoria, regia di Anton Megerdichev (2017)
- Six Children and One Grandfather, regia di Yan Thomas (2018)
- Sotto il segno della Vittoria, regia di Modestino di Nenna (2018)
- Era mio figlio (The Last Full Measure), regia di Todd Robinson (2020)

### Televisione
- Lo sceriffo del sud (Cade's County) – serie TV, episodi 1x06 (1971)
- La montagna dei diamanti (Mountain of Diamonds), regia di Jeannot Szwarc – miniserie TV (1991)
- Scoop, regia di José María Sánchez – miniserie TV (1992)
- X-Files (The X-Files) – serie TV, episodio 2x19 (1995)
- Prima che le donne potessero volare (Before Women Had Wings), regia di Lloyd Kramer – film TV (1997)
- Il prezzo della giustizia (The Jack Bull), regia di John Badham – film TV (1999)
- Star Trek: Voyager – serie TV, episodi 5x26-6x01 (1999)
- Dark Angel – serie TV, 24 episodi (2000-2001)
- Everwood - serie TV, episodi 1x11 e 3x22 (2002-2005)
- Sucker Free City , regia di Spike Lee – film TV (2004)
- Creature (Alien Lockdown), regia di Tim Cox – film TV (2004)
- Law & Order - Criminal Intent (Law & Order: Criminal Intent) – serie TV, episodio 3x17 (2004)
- Law & Order - Unità vittime speciali (Law & Order: Special Victims Unit) – serie TV, episodio 6x13 (2005)
- Twin Peaks – serie TV, episodio 13 (2017)
- SEAL Team – serie TV, episodio 3x18 (2021)
- Bosch: l'eredità (Bosch: Legacy) – serie TV, episodio 1x05 (2022)
- La giustiziera senza nome (Bring On The Dancing Horses) – serie TV, episodio 1x05 (2022)

## Doppiatori italiani
Nelle versioni in italiano delle opere in cui ha recitato, John Savage è stato doppiato da:
- Massimo Lodolo in Prima che le donne potessero volare, Star Trek: Voyager, Sucker Free City, In Dubious Battle - Il coraggio degli ultimi, La giustiziera senza nome
- Cesare Barbetti ne Il cacciatore, I ragazzi del Max's bar, Scoop
- Luca Biagini in L'Albatross - Oltre la tempesta, Fringe, Golia
- Roberto Pedicini ne La bella e la bestia, Le porte del silenzio
- Gianni Giuliano ne La casa di Cristina, Bosch: l'eredità
- Gino La Monica in Dark Angel, L'incredibile caso Babbo Natale
- Massimo Giuliani in Salvador, Hotel Colonial
- Davide Marzi in Admissions, Twin Peaks
- Gerolamo Alchieri in Law & Order - Unità vittime speciali
- Michele Di Mauro in Law & Order: Criminal Intent
- Giorgio Locuratolo in Confessions of a Pit Fighter
- Antonio Sanna in Le parole che non ti ho detto
- Roberto Certomà ne La sottile linea rossa
- Oreste Baldini ne Il prezzo della giustizia
- Rodolfo Bianchi in Viaggio senza ritorno
- Claudio Capone in Maria's Lovers
- Luciano Roffi in Fa' la cosa giusta
- Lucio Saccone ne Il padrino - Parte III
- Loris Loddi in 3 giorni per la verità
- Elio Marconato in Patto con il diavolo
- Leonardo Campanella in Vento di Sicilia
- Sergio Di Stefano in Carnivàle
- Teo Bellia in Everwood
- Giorgio Melazzi in Hunting
- Luca Semeraro in OP Center
- Piero Tiberi in Berlino '39
- Fabrizio Temperini in X-Files
- Dario Oppido in Era mio figlio
- Domenico Strati in Teen Star Academy
- Sergio Di Giulio in Hair